# Tabla de particiones

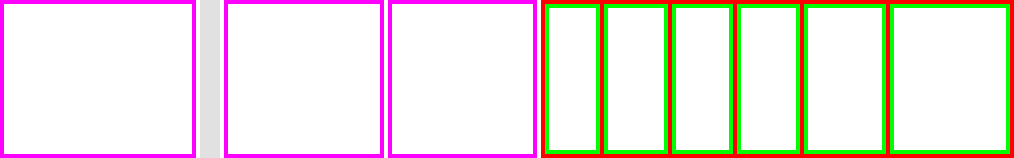
Diagrama de un disco particionado

Una tabla de particiones es un índice que divide el espacio de almacenamiento en distintas secciones, llamadas particiones, y que da ciertas características de cada partición, como por ejemplo el sistema de ficheros usado en ella o si la partición es arrancable, de solo lectura,...
Hay distintos alternativas para definir la tabla de particiones:
- Tabla de particiones en el MBR, también llamada tabla de particiones DOS. Usada en IBM PC y compatibles con sistemas BIOS.[2]
- GUID Partition Table. Propuesta por la especificación EFI y permite ser usada por IBM PC y compatibles con BIOS y con UEFI.[2]
- Apple partition map (APM),
- BSD disklabel.
- Amiga Rigid Disk Block (RDB)
- AIX partition table